# Marina Vlady
Marina Catherine de Poliakoff-Baydaroff (Clichy, 10 de mayo de 1938), conocida artísticamente como Marina Vlady, es una actriz francesa.

## Vida personal
Desde 1955 hasta 1959 estuvo casada con el actor / director Robert Hossein . De 1963 a 1966 estuvo casada con Jean-Claude Brouillet, un empresario francés, propietario de dos líneas aéreas y miembro de la Resistencia francesa . Estuvo casada con el poeta / compositor soviético Vladimir Vysotsky desde 1969 hasta su muerte en 1980. Vivió con el oncólogo francés Léon Schwartzenberg desde la década de 1980 hasta su muerte en 2003.

## Premios y reconocimientos
Festival Internacional de Cine de Cannes
| Año  | Categoría    | Película     | Resultado |
| ---- | ------------ | ------------ | --------- |
| 1963 | Mejor actriz | L'ape regina | Ganadora  |